# Liste von Sakralbauten in Medebach

Medebach im Hochsauerlandkreis

Die Liste von Sakralbauten in Medebach umfasst existierende und ehemalige Sakralbauten, zumeist Kirchengebäude und Kapellen in Trägerschaft christlicher und anderer Religionsgemeinschaften in Medebach, Hochsauerlandkreis.

## Liste
| Name                        | Bild | Stadt/Gemeinde und Ortsteil | Gründung, Bauzeit | Konfession bzw. Religion | Bemerkungen |
| --------------------------- | ---- | --------------------------- | ----------------- | ------------------------ | ----------- |
| St.-Petrus-Kirche           |      | Medebach                    |                   | römisch-katholisch       |             |
| Evangelische Kirche         |      | Medebach                    |                   | evangelisch              |             |
| St. Johannes Evangelist     |      | Medebach-Berge              |                   | römisch-katholisch       |             |
| St.-Johannes-Baptist-Kirche |      | Medebach-Deifeld            |                   | römisch-katholisch       |             |
| St. Franziskus              |      | Medebach-Dreislar           |                   | römisch-katholisch       |             |
| St.-Johannes-Kirche         |      | Medebach-Düdinghausen       |                   | römisch-katholisch       |             |
| St.Engelbert-Kirche         |      | Medebach-Medelon            | 1911              | römisch-katholisch       |             |
| St.Laurentius-Kapelle       |      | Medebach-Küstelberg         |                   | römisch-katholisch       |             |
| St. Antonius                |      | Medebach-Oberschledorn      |                   | römisch-katholisch       |             |
| St. Nikolaus                |      | Medebach-Referinghausen     |                   | römisch-katholisch       |             |
| St. Antonius                |      | Medebach-Titmaringhausen    |                   | römisch-katholisch       |             |